# Teatre de Balb

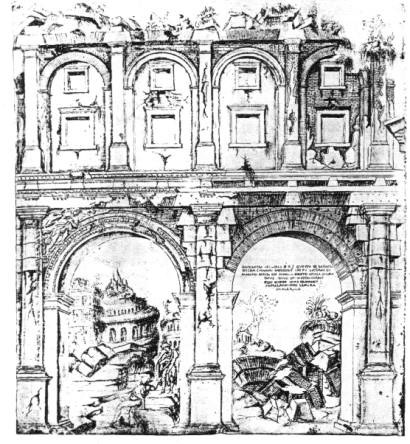
Dibuix d'unes restes del teatre de Balb el 1561, obra del pintor Giuliano da Sangallo.

El Teatre de Balb era un dels antics teatres que hi havia al Camp de Mart de la ciutat de Roma. Portava el nom del general que se'n va fer càrrec de les despeses de construcció. Era de mida mitjana però tenia fama de posseir una bonica ornamentació. La seva època d'esplendor va ser a finals de la república.

## Característiques
Fou construït l'any 13 aC per ordre del procònsol d'Àfrica, Luci Corneli Balb Menor. Probablement el va pagar amb els diners obtinguts durant diversos saqueigs en les seves campanyes militars contra els garamants. Quan l'obra va estar acabada el va dedicar a l'emperador August.
L'edifici va patir un incendi en època de Tit i va ser restaurat, probablement en temps de Domicià El poeta Ausoni el va esmentar en un dels seus escrits com si encara estigués en funcionament. Tenia capacitat per 7.700 espectadors. Sembla que el més destacat en la seva decoració eren quatre petites columnes d'ònix.

## Localització
Del seu emplaçament només se sabia que estava al Camp de Mart i que el dia de la seva inauguració va coincidir amb un desbordament del riu Tíber, motiu pel qual els espectadors van accedir en barques. La seva localització exacta va ser tema de debat durant dècades, ja que als escrits antics no constava aquest detall, fins que el 1960 es van trobar prou peces del Forma Urbis i, després d'encaixades, es va poder veure que estava entre el teatre de Marcel i el teatre de Pompeu. El lloc on va estar el teatre de Balb va ser ocupat segles més tard pel Palazzo Cenci. Unes excavacions arqueològiques es van iniciar el 1981 i encara segueixen, tot i que els treballs sobre la part principal van concloure l'any 2000. Algunes restes del que es va trobar es poden veure en el Museo Nazionale Romano Crypta Balbi, que està al carrer Via delle Botteghe Oscure nº 31, fent cantonada amb la Via M. Caetani.
El museu està situat damunt del que anomenaven "la cripta", un pati al darrere de l'escenari del teatre. Era el pati més petit de tots els teatres importants que va tenir la ciutat en època romana. Aquí era on els patrocinadors de les obres teatrals es passejaven entre els actes d'una representació o anaven a prendre un refrigeri.